# 头珠霉科
头珠霉科（学名：Piptocephalidaceae）为捕虫霉目的一个科。此科的模式属为头珠霉属(Piptocephalis)。

## 下级分类
本科包括以下属：
- Kuzuhaea R.K.Benj., 1985
- 头珠霉属 Piptocephalis de Bary
- Syncephalidium
- 集珠霉菌属 Syncephalis Tiegh & G.Le Monn.